# Hymenocallis multiflora
Hymenocallis multiflora là một loài thực vật có hoa trong họ Amaryllidaceae. Loài này được Vargas mô tả khoa học đầu tiên năm 1946.